# Marcello Nizzola
Marcello Nizzola (Génova, Italia, 17 de diciembre de 1900-22 de febrero de 1947) fue un deportista italiano especialista en lucha grecorromana donde llegó a ser subcampeón olímpico en Los Ángeles 1932.

## Carrera deportiva
En los Juegos Olímpicos de 1932 celebrados en Los Ángeles ganó la medalla de plata en lucha grecorromana estilo peso gallo, tras el alemán Jakob Brendel (oro) y por delante del francés Louis François (bronce).